# Discografia di Gabry Ponte
Questa voce riporta la discografia di Gabry Ponte.

## Discografia

### Album in studio
- 2002 - Gabry Ponte (Universal Music)
- 2004 - Dottor. Jekyll & Mister DJ (Universal Music)

### Raccolte
- 2005 - DJ Set (Universal Music)
- 2008 - Gabry2o (National DJ Event)
- 2009 - Gabry2o Vol. II (Dance and Love)
- 2010 - Dance and Love Selection Vol. 1 (Dance and Love)
- 2010 - Dance and Love Selection Vol. 2 (Dance and Love)
- 2010 - Dance and Love Selection Vol. 3 (Dance and Love)
- 2011 - Dance and Love Selection Vol. 4 (Dance and Love)
- 2013 - Gabry Ponte Selection (Dance and Love)
- 2014 - Gabry Ponte Selection 2K14 (Sony Music)
- 2022 - Essential Samples Vol. 1

### EP
- 2006 - Modern Tech Noises According to Gabry Ponte (National DJ Event)
- 2007 - Love Songs in the Digital Age According to Gabry Ponte (National DJ Event)
- 2007 - Tunes from Planet Earth According to Gabry Ponte (National DJ Event)
- 2018 - Dance Lab (Dance and Love)
- 2022 -  Pueon EP
- 2022 - Club Weapons vol. 1
- 2025 - Pentaphonia Lab Vol. 1 (Pentaphonia)

### Singoli
- 2001 - Got to Get (Don Don) (National DJ Event)
- 2002 - Time to Rock (National DJ Event)
- 2002 - Music (con Mario Fargetta) (Universal Music)
- 2002 - Geordie (National DJ Event, Universal Music)
- 2003 - De musica tonante (Universal Music)
- 2003 - The Man in the Moon (National DJ Event, Universal Music)
- 2003 - La danza delle streghe (National DJ Event, Universal Music)
- 2004 - Figli di Pitagora (featuring Little Tony) (National DJ Event, Universal Music)
- 2004 - Depends on You (National DJ Event, Universal Music)
- 2006 - La libertà (National DJ Event)
- 2007 - I Dream of You (Bliss Corporation)
- 2009 - Ocean Whispers 2K9 Mixes (con Paki) (Dance and Love)
- 2009 - W la guerra (Dance and Love)
- 2009 - Vivi nell'aria (featuring Miani) (Zoo Digital)
- 2010 - Love 2 Party (vs Spoonface) (Dance and Love)
- 2010 - Sexy DJ (In Da Club) (featuring Maya Days) (Blanco y negro)
- 2011 - Skyride (featuring Zhana) (Dance and Love)
- 2012 - Beat on My Drum (featuring Pitbull e Sophia Del Carmen) (Dance and Love)
- 2013 - Sexy Swag (featuring Shaggy e Kenny Ray)
- 2014 - La fine del mondo (featuring Two Fingerz) (Dance and Love)
- 2014 - Buonanotte giorno (Dance and Love)
- 2015 - Showdown (Dance and Love)
- 2016 - Che ne sanno i 2000 (featuring Danti)
- 2017 - Tu sei (featuring Danti)
- 2017 - In the town (featuring Sergio Sylvestre)
- 2018 - Quando arrivo io (featuring Junior Cally)
- 2018 - Ghostblaster (featuring Dj Matrix, Mambo Losco & Nashley)
- 2018 - Tanja (Dance and Love) (con i Pop X)
- 2019 - La casa degli specchi (con Myss Keta)
- 2019 - Il calabrone (feat. Edoardo Bennato & Thomas) (Dance and Love)
- 2019 - Monster (con LUM!X) (Spinnin' Records)
- 2019 - The Passenger (Lalala)  (Spinnin' Records) (con LUM!X e Mokaby & D.T.E)
- 2020 - Opera  (Spinnin' Records)  (con La Diva)
- 2020 - Lonely (Spinnin' Records) (con Jerome)
- 2020 - Déjà Vu (con Proyecto Fenomeno)
- 2020 - Ameno (con Marnik feat. Roberto Molinaro) (Dharma Records)
- 2020 - Scare Me (con LUM!X & KSHMR feat. KARRA) (Spinnin' Records)
- 2020 - Like A Prayer (con Galwaro e Lizot)
- 2020 - Mad World (con Timmy Trumpet) (Smash The House)
- 2020 - From Now On (feat. Charlott Boss) (Spinnin' Records)
- 2020 - Give My All (Gabry Ponte & R3SPAWN Edit) (Gekai)
- 2021 - Oh La La (con MOTi feat. Mougleta) (Spinnin' Records)
- 2021 - Golden (con Blasterjaxx feat. RIELL)
- 2021 - Going Down (con Lucky Luke e Kevin Palms) (Gekai)
- 2021 - All That She Wants (con Solo e Kush Kush)
- 2021 - Thunder (con LUM!X e Prezioso feat. Shibui) (Gekai)
- 2021 - Rabbit Hole (con Lizot) (Gekai/Maxximize)
- 2021 - Superman (con Roby Molinaro)
- 2021 - The Portrait (Ooh La La) (con R3HAB) (CYB3RPVNK)
- 2021 - The Feeling (con Henri PFR) (Heartfeldt Records)
- 2021 - Beyonce (con MATTN, Mad City e Dimitri Vegas) (Smash The House)
- 2021 - Can't Get Over You (feat. Aloe Blacc) (Gekai)
- 2022 - Call Me (con R3HAB e Timmy Trumpet) (CYB3RPVNK)
- 2022 - Hasta la Vista (con Blasterjaxx) (Spinnin' Records)
- 2022 - Lightning Strikes (con Justus) (Spinnin' Records)
- 2022 - The Finger (Feat. Georgia Ku) (Gekai)
- 2022 - Killing Me Softly (con DJs from Mars) (Spinnin' Records)
- 2022 - Lo Nevosh (con Vini Vici e Zafrir) (Spinnin' Records)
- 2022 - We Could Be Together (con Lum!x e Daddy Dj) (Spinnin' Records)
- 2022 - Superstars (con Kiddo e Kid Vincent)
- 2022 - Another Night (con Conor Maynard e Jayover)
- 2022 - Never Be Alone (con Sash!)
- 2022 - With You (con JP Cooper)
- 2022 - Rely on Me (con Sigala e Alex Gaudino)
- 2023 - Dance Dance (con Alessandra)
- 2023 - Forget You (con LUM!X e Alida)
- 2023 - Coca Cola (con Louis III)
- 2023 - Seven Days and One Week (con Sisko Elektrofanatik)
- 2023 - We Are
- 2023 - One By One (con Hosanna)
- 2023 - Sunglasses at Night (con Don Diablo) (Virgin)
- 2023 - In the Club (con Jayover) (Smash The House)
- 2023 - Easy on My Heart (Warner Music)
- 2023 - Damage (con Vini Vici) (Smash The House)
- 2023 - Destination Infinity (feat. Datura) (Spinnin' Records)
- 2023 - Shining (con Solo) (Smash The House)
- 2023 - Pump Up The Jam (con Hosanna) (Spinnin' Records)
- 2023 - Losing You (con BSHP e Joe Cleere)
- 2024 - Hated On (Funkatron) (con Robbie Rivera) (Armada Music)
- 2024 - Crusade (Spinnin Records)
- 2024 - Turn Me On (con Damante) (Cr2 Records)
- 2024 - Let You Down (con DVBBS e Sofiloud) (Ultra)
- 2024 - In My Mind (con Giuseppe Ottaviani e Malou) (Armada Music)
- 2024 - Tarantella (con KEL)
- 2024 - Convivium (con T78) (Extatic Records)
- 2024 - Mocking Bird (con Tiesto, Dimitri Vegas e Like Mike) (Musical Freedom)
- 2024 - Dance to the Beat (Pitchin) (con Just us e Hi-Gate) (Spinnin Records)
- 2024 - Psychotek (con Le Shuuk) (Armada Music)
- 2024 - Viento (con Vicco)
- 2024 - Rock Da House (con SMACK)
- 2024 - Axel F (Take It to the Floor) (con W&W e Vinai)
- 2024 - He's a Pirate (Save Me) (con Steve Aoki e KEL)
- 2024 - Body (con Tai Woffinden e Yasmin Jane)
- 2024 - Con le mani al cielo (con Myss Keta)
- 2024 - Fuera (con Avao)
- 2024 - Born to Love Ya (con Sean Paul e Natti Natasha) (Spinnin Records)
- 2024 - La Techno (con T78) (Pentaphonia)
- 2024 - Not Alone (con Naeleck e Diana Goldberg) (Signatune)
- 2024 - Danger (Pentaphonia)
- 2024 - Now We Are Free (con Blasterjaxx, 1World, AntoNetta) (Maxximize)
- 2024 - Lose Control (con CERES) (Smash The House)
- 2024 - Ghost (Spinnin Records)
- 2025 - Samba elètrico (con CERES) (Pentaphonia)
- 2025 - La Bohème (con DES3ETT) (Pentaphonia)
- 2025 - Deep Fear (con DJs from Mars e Sidekick) (Pentaphonia)
- 2025 - Tutta l'Italia
- 2025 - Exotica (Signatune)
- 2025 - Hellfire (con Maddix) (Extatic Records)
- 2025 - When I Rock (con MOTVS) (Pentaphonia)
- 2025 - Hold That Sucker Down (con Jerome Isma-Ae) (Armada Music)
- 2025 - It Must Have Been Love (con Timmy Trumpet, Darren Styles e Charla K) (Synphony)
- 2025 - Storm (con Storm e 7Skies) (Pentaphonia)
- 2025 - Frequency (Go West) (con Village People) (Spinnin' Records)
- 2025 - Brokenhearted (con Train) (Gekai)
- 2025 - Rave Music (con Nicky Romero) (Pentaphonia)
- 2025 - Alte Keks (con MO-DO) (Pentaphonia)
- 2025 - Motor City (Pentaphonia)
- 2025 - Daitarn (con T78) (Autektone Records)

## Videografia

### Video musicali
| Anno | Titolo                                                                | Regista/i                         |
| ---- | --------------------------------------------------------------------- | --------------------------------- |
| 2002 | Time to Rock                                                          |                                   |
| 2002 | Geordie                                                               |                                   |
| 2003 | La danza delle streghe                                                |                                   |
| 2004 | Figli di Pitagora (feat. Little Tony)                                 | Gaetano Morbioli                  |
| 2004 | Sin pararse (vs. Ye Man)                                              | Gaetano Morbioli                  |
| 2006 | U.N.D.E.R.G.R.O.U.N.D.                                                | Fabio Salituro                    |
| 2006 | The Point of No Return                                                | Massimo Gabutti, Fabio Salituro   |
| 2006 | Elektro Muzik Is Back                                                 |                                   |
| 2009 | Ocean Whispers 2K9 (con Paki)                                         | Mimom.art                         |
| 2009 | W la guerra                                                           | Alex Bufalo                       |
| 2009 | Dreams (vs. Format C)                                                 | Alex Bufalo, Sabrina Fara         |
| 2009 | You (Livin' in My Heart) / Vivi nell'aria (feat. Miani)               |                                   |
| 2010 | Don't Let Me Be Misunderstood (con Sergio D'Angelo e Cristian Marchi) | Alex Bufalo, Celestino Giannotti  |
| 2010 | Love 2 Party (vs. Spoonface)                                          | Alex Bufalo                       |
| 2010 | Sexy DJ (In da Club) (feat. Maya Days)                                | Alex Bufalo, Luca Di Blanda       |
| 2010 | Sono già solo (Remix) (vs. Modà)                                      |                                   |
| 2011 | Que pasa (con Djs from Mars, Bellani & Spada)                         | Alex Bufalo, Francesco Fracchioni |
| 2011 | Skyride (feat. Zhana)                                                 | Francesco Fracchioni              |
| 2012 | Lovely on My Hand (feat. Dorotea Mele)                                | Francesco Fracchioni              |
| 2012 | Tattaratta (feat. Darius & Finlay)                                    | Francesco Ferraiuolo              |
| 2012 | Beat on My Drum (feat. Pitbull e Sophia Del Carmen)                   | Oliver Sommer                     |
| 2012 | Imaginate (vs. La Familia Loca)                                       | Alex Bufalo                       |
| 2013 | Before the End (vs. Spyne & Palmieri)                                 | Alex Bufalo, Francesco Fracchioni |
| 2014 | La fine del mondo (feat. Two Fingerz)                                 | Francesco Fracchioni              |
| 2014 | Buonanotte giorno                                                     | Francesco Fracchioni              |
| 2017 | Che ne sanno i 2000 (feat. Danti)                                     | Francesco Fracchioni              |
| 2017 | Tu sei (feat. Danti)                                                  | Francesco Fracchioni              |
| 2017 | In the Town (feat. Sergio Sylvestre)                                  | Francesco Fracchioni              |
| 2018 | Quando arrivo io (feat. Junior Cally)                                 | Francesco Fracchioni              |
| 2018 | Tanja (con Pop X)                                                     | Francesco Fracchioni              |
| 2019 | Il calabrone (feat. Edoardo Bennato e Thomas)                         | Francesco Fracchioni              |
| 2020 | Lonely (con Jerome)                                                   | Hristijan Koneski                 |
| 2021 | Superman (con Roberto Molinaro)                                       |                                   |
| 2022 | Never Be Alone (con Sash!)                                            | Artur Duz                         |
| 2025 | Tutta l’Italia                                                        | Attilio Cusani                    |

## Discografia con gli Eiffel 65

### Album in studio
- 1999 – Europop
- 2001 – Contact!
- 2003 – Eiffel 65